# Philosepedon sandalioticus
Philosepedon sandalioticus is een muggensoort uit de familie van de motmuggen (Psychodidae). De wetenschappelijke naam van de soort is voor het eerst geldig gepubliceerd in 1982 door Salamanna.